# Louis Eichborn
Louis Eichborn (auch Ludwig Theodor Eichborn, * 30. Juni 1812 in Breslau; † 9. Mai 1882 ebenda) war ein deutscher Bankier, der auch als Amateur-Schachspieler in Erinnerung blieb.

## Leben
Louis Eichborn entstammte der bekannten evangelischen Kaufmanns- und Adelsfamilie Eichborn. Sein Vater war Johann Wolfgang Moriz-Eichborn (1762–1837), seine Mutter Juliane Friederike Eichborn (1775–1832). Er hatte drei Geschwister. 1827 trat er in die Firma seines Vaters ein, wurde 1835 Teilhaber und nach dem Tod seines Vaters dessen Nachfolger. Die Firma hatte zahlreiche Geschäftsbeziehungen in Schlesien, unter anderem im Bereich des Hüttenwesens, der Textilindustrie und der Eisenbahn. 1845 gründete er eine Privatbank, die befugt war, Banknoten auszugeben. Er trug den Titel eines Kommerzienrats, ab 1848 war er Kaufmannsältester in Breslau.
Louis Eichborn hatte sieben Kinder:
1. Helene (1840–1909), verheiratet mit dem Verlagsbuchhändler Heinrich von Korn (1829–1907)
2. Elisabeth (1841–1906), verheiratet mit dem Gutsbesitzer Paul von Korn
3. Theodor (1841–1893), Bankier
4. Philipp (1844–1926), Bankier, am 2. September 1908 in den preußischen Adelsstand erhoben
5. Hermann (1847–1918), Musikschriftsteller und Komponist
6. Julius Wolfgang (1851–1876), Bankier
7. Wolfgang (1863–1935), Bankier, am 2. September 1908 in den preußischen Adelsstand erhoben

## Schachspieler
Im Schach war Eichborn Amateur und nahm nicht an Turnieren teil, spielte jedoch zahlreiche freie Partien gegen bekannte Spieler, vor allem den ebenfalls in Breslau lebenden Adolf Anderssen sowie Tassilo von Heydebrand und der Lasa. Seine Gewinnpartien erfasste er handschriftlich in einem Notizbuch, das in seinem Nachlass gefunden wurde. Einige davon wurden 1886 von Max Lange in der Deutschen Schachzeitung veröffentlicht. 36 Partien gegen Anderssen, gespielt zwischen Oktober 1851 und März 1859, wurden von Hermann von Gottschall in dessen Anderssen-Biographie abgedruckt. In ihnen erweist sich Eichborn als solider Spieler, der in der Lage war, inkorrekt vorgetragene Angriffe Anderssens abzuwehren. Allerdings nahm Anderssen diese „flott gespielten Unterhaltungspartien“ (v. Gottschall) erkennbar nicht ernst; daher haben sie mehr historischen als schachlichen Wert. Zudem ist die Zahl der Verlustpartien Eichborns nicht bekannt, sie dürfte deutlich höher gelegen haben.

### Wiederentdeckung Eichborns
Eichborn war in der Schachwelt völlig in Vergessenheit geraten, bevor er Anfang des 21. Jahrhunderts in einer inoffiziellen Berechnung historischer Elo-Zahlen von Spitzenspielern der Schachgeschichte noch vor Garri Kasparow als stärkster Spieler aller Zeiten gelistet wurde. Die Berechnung ist jedoch verzerrt, da von Eichborn selektiv fast ausschließlich Siege gegen einen der stärksten Spieler seiner Zeit überliefert sind.